# Sydney Schanberg
Sydney Hillel Schanberg (Clinton (Massachusetts), 17 januari 1934 – New York, 8 juli 2016) was een Amerikaans journalist die bekend werd door zijn verslaggeving van de oorlog in Cambodja in 1970–1975.
Schanberg begon zijn journalistieke loopbaan als medewerker van de The New York Times in 1959. Een groot deel van de eerste helft van de jaren 70 was hij verslaggever in de Vietnamoorlog voor deze gerenommeerde krant. Voor zijn verslaggeving werd hem tweemaal de George Polk Award voor uitmuntendheid in journalistiek toegekend, in 1971 en in 1974.
In 1976 werd hem de Pulitzerprijs voor internationale verslaggeving toegekend om zijn reportages over Cambodja.
In 1980 publiceerde hij het boek The Death and Life of Dith Pran, over de epische overlevingsstrijd van zijn Cambodjaanse assistent Dith Pran onder het juk van het wrede regime van de Rode Khmer, toen deze na de val van het regime van de dictator Lon Nol in Cambodja moest achterblijven. Dit boek inspireerde in 1984 de film The Killing Fields, waarin de rol van Schanberg werd gespeeld door de Amerikaanse acteur Sam Waterston.
In 1992 ontving Schanberg de Elijah Parish Lovejoy Award alsook een eredoctoraat in de rechten van het Colby College.